# Herta Ehlert
Herta Ehlert (Berlín, 26 de marzo de 1905 – 4 de abril de 1997) fue una SS Aufseherin (vigilante) en varios campos de concentración nazis durante el Holocausto en la Segunda Guerra Mundial.
Ehlert nació con el nombre Hertha Liess en Berlín. Posteriormente, se casó y usó el nombre de Herta Ehlert. 
El 15 de noviembre de 1939, Ehlert se convirtió en vigilante de campos de concentración recibiendo entrenamiento en el campo de concentración de Ravensbrück. En octubre de 1942, ella se movilizó como Aufseherin al campo de exterminio de Majdanek cerca de Lublin. Allí sirvió en uno de los subcampos de Lublin. Algunos oficiales de las SS notaron que Ehlert era indulgente, amable y ayudaba a los prisioneros, por lo cual la reportaron siendo reubicada en campo de concentración de Ravensbrück para otro curso de entrenamiento, esta vez bajo las órdenes de Dorothea Binz. 
En esta época, Ehlert y su esposo se divorciaron. Después de la Segunda Guerra Mundial, Ehlert describió el "curso de entrenamiento" en Ravensbrück como "severo física y emocionalmente."
Ehlert fue enviada al campo de concentración de Auschwitz como Aufseherin donde estuvo al mando de un comando de los grupos de trabajos forzados. 
Ehlert después sirvió como guardia en el subcampo Rajsko, en Polonia, antes de ser transferida al campo de concentración de Bergen-Belsen, donde estuvo bajo las órdenes directas de las Oberaufseherinnen Elisabeth Völkenrath e Irma Grese. 

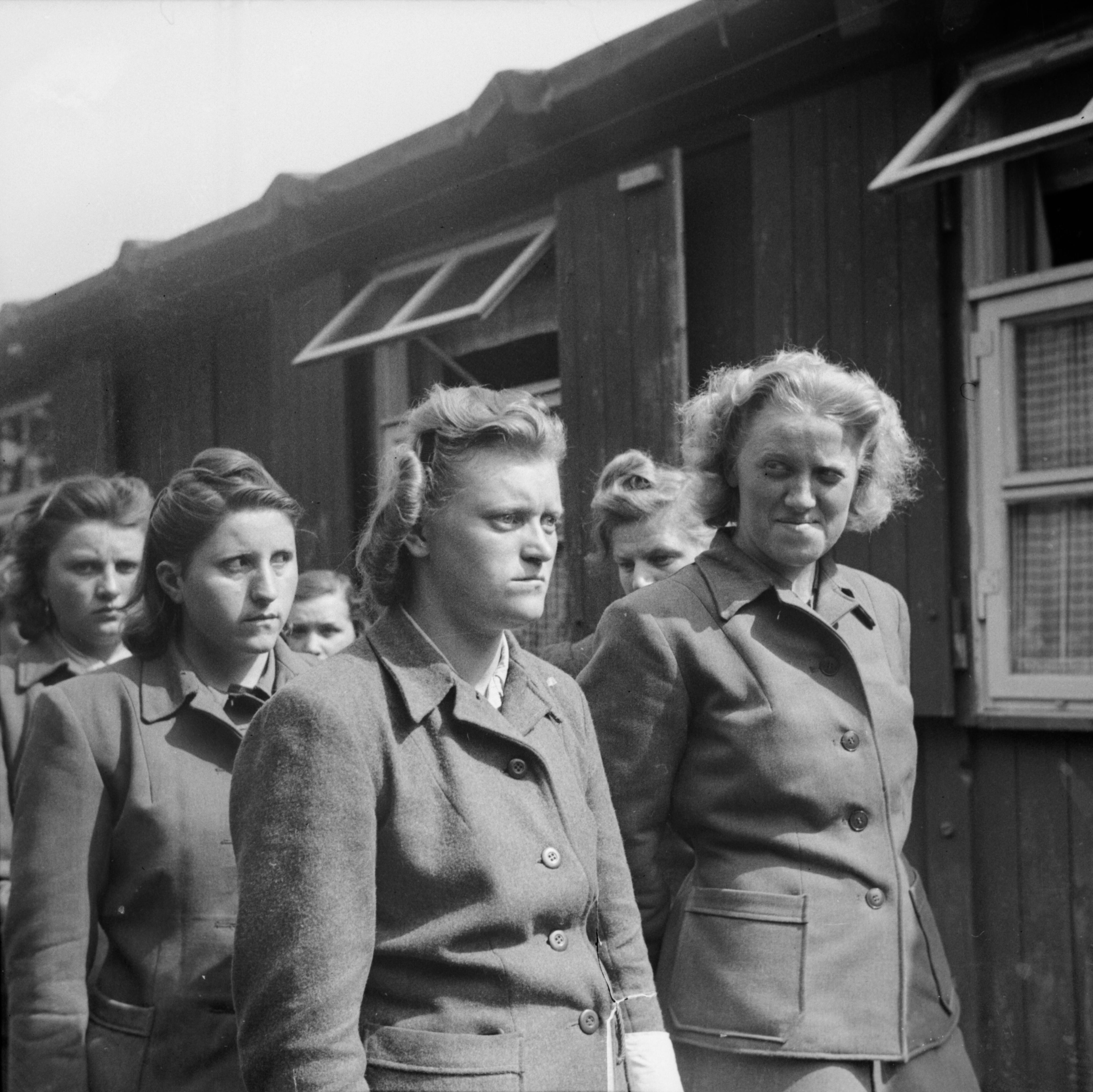
Hildegard Kanbach, Magdalene Kessel, Irene Haschke, Herta Ehlert y Hertha Bothe brevemente después de su arresto.

Cuando el Ejército Británico liberó el campo de Bergen-Belsen, Ehlert fue arrestada y presentada en el Juicio de Bergen-Belsen, donde fue sentenciada a 15 años de prisión. 
Fue liberada el 22 de diciembre de 1951. Después de la guerra, Ehlert vivió bajo el seudónimo de Herta Naumann. Falleció en 1997.